# Костел Успіння Пресвятої Діви Марії (Часлівці)
Костел Успіння Пресвятої Діви Марії — одна з культових споруд, яка вважається пам'яткою архітектури національного значення. Побудована у селі Часлівці Ужгородського району Закарпатської області. Знаходиться на вулиці Л.Сентмігалі, 30
.Охоронний номер будівлі — 1132
.

## Історія
Костел був побудований на початку 14 століття
. В деяких літописах датою будівництва називають 15-16 століття. У 1549 році він перейшов у розпорядження реформаторів. У 1774 році був зруйнований, руйнувань зазнав дах церковної будівлі. Егерський єпископ Кароль Естергазі віддав розпорядження щодо проведення ремонтних робіт у костелі Успіння Пресвятої Діви Марії. В 1795 році ремонтні роботи були завершені, а у 1797 році до основної частини будівлі добудували вежу. В 1841 році була відновлена парафія. Відомо, що у 1846 та 1874 роках в костелі провели реконструкцію, внаслідок якої були споруджені добудови з хорами уздовж головних стін нави. У 1960 році храм зазнав руйнувань і був відновлений. В період 19-20 століття костел перебудували. Будівля відноситься до Української Римо-католицької церкви.Охороняється Законом України і входить до переліку об'єктів, які належать до числа культурної спадщини країни та не підлягають приватизації.

## Архітектура
Костел, побудований в готичному стилі, являє собою одразу і культову і оборонну споруду. Будівля однонавна. В огорожу вмонтовані гіпсові барельєфні композиції, які були створені у 19 столітті. Вони мають біблійні мотиви. Костел побудований з каменю. Тип будівлі — базиліка, яка має прямокутну форму. Є хори та башта. Нава ширша за хор. Перекриття мають склепінчастий характер. Серед деталей, які зберегли первинний вигляд, виділяються віконні отвори, в яких знаходяться щілиновидні вікна та стрілчасті форми. Саме особливості побудови вікон є свідченням оборонної функції, яку колись виконував костел.